# Theta Persei
Theta Persei is een tweevoudige ster met een spectraalklasse van F7.V en M1.5V. De ster bevindt zich 36,4 lichtjaar van de zon.